# Aphytis bedfordi
Aphytis bedfordi är en stekelart som beskrevs av Rosen och Debach 1979. Aphytis bedfordi ingår i släktet Aphytis och familjen växtlussteklar. Inga underarter finns listade i Catalogue of Life.